# Abby Champion
Pour les articles homonymes, voir Champion (homonymie).
Abby Champion est un mannequin américain ; elle est née en 1997.

## Biographie
Abby Champion est née en février 1997 dans l'état d'Alabama et grandit à Los Angeles, en Californie.  Elle est la fille cadette de l'ingénieure Laura Napper Champion et du gastroentérologue, le Docteur Gregory L. Champion. Elle a deux frères, Joshua Brock Champion (1992) et Luke Martin Champion (1999), et une sœur, Sarah Baskin Champion (1995).
Elle fait ses études à Vestavia Hills City School et est diplômée en mai 2015, où elle était pom-pom girl compétitive.
Depuis 2019, elle vit dans le quartier de Brentwood, situé à Los Angeles.

## Carrière
À l'âge de 17 ans, Abby Champion est repérée par un pisteur de talents aux Bahamas lors du concours Miss Teen USA auquel participe Sarah Baskin Champion, sa sœur.
Elle passe son baccalauréat et se lance ensuite dans le mannequinat.
En 2015 elle réalise une affiche publicitaire pour la marque Montre moi ton Mumu et pour Scunci.
De 2015 à 2016, elle participe à des campagnes publicitaires pour les marques Devine, Karen Kane, Aigle, JD Sports, Tori Praver Maillots De Bain, Otto et Aeropostale.
En 2016, elle apparaît dans un épisode du programme de divertissement Extra, organisé par Mario Lopez et Renee Bargh. La même année, elle crée avec la mannequin Charlotte D'Alessio, une chaîne YouTube intitulée Charlotte & Abby.
En 2018, elle participe à une campagne publicitaire pour Marc Jacobs.
Elle est représentée par l'agence Next Model Management en Californie et en Floride et par Agency Offices à New-York, Londres, Milan et Paris.
Elle défile pour de grandes marques telle que Versace, Calvin Klein, Miu Miu, Zara, Givenchy, Fendi, Gucci ou encore MaxMara et pose en couverture de Vogue.

## Vie privée
Depuis 2016, elle est en couple avec l'acteur Patrick Schwarzenegger.